# Barzan (Irak)
Pour les articles homonymes, voir Barzan.
Barzan est un village situé dans la province d'Erbil, dans le nord de l'Irak. Il est peuplé majoritairement de Kurdes.

## Géographie
Le village est situé dans le district de Mergasor (en), sur la rive gauche du Grand Zab, à environ 150 km au nord d'Erbil, dans le Kurdistan irakien.
À quelques kilomètres au nord-est de Barzan se trouve la frontière irako-turque.

## Climat
Barzan possède un climat méditerranéen (classification de Köppen Csa). La température moyenne annuelle est de 17,4 °C. La moyenne des précipitations annuelles est de 839 mm.

## Histoire
En 1983, Saddam Hussein fait déporter et massacrer 8 000 hommes kurdes de la région de Barzan.

## Personnalités liées à Barzan
- Ahmed Barzani (1896–1969), leader kurde et homme politique irakien ;
- Moustapha Barzani (1903–1979), leader kurde, principal chef du mouvement national kurde d'Irak au XXe siècle ;
- Netchirvan Barzani (né en 1966), homme politique irakien.